# Виржинополис
Виржинополис (порт. Virginópolis) — муниципалитет в Бразилии. входит в штат Минас-Жерайс. Составная часть мезорегиона Вали-ду-Риу-Доси. Входит в экономико-статистический микрорегион Гуаньяйнс, который входит в Вали-ду-Риу-Доси. Население составляет 9894 человека на 2006 год. Занимает площадь 440,424 км². Плотность населения — 22,5 чел./км².

## История
Город основан 24 марта 1924 года.

## Статистика
- Валовой внутренний продукт на 2003 год составляет 30 407 355,00 реалов (данные: Бразильский институт географии и статистики).
- Валовой внутренний продукт на душу населения на 2003 год составляет 2945,88 реалов (данные: Бразильский институт географии и статистики).
- Индекс развития человеческого потенциала на 2000 год составляет 0,717 (данные: Программа развития ООН).

## География
Климат местности: тропический.